# Marion Brown Quartet
Marion Brown Quartet – debiutancki album studyjny amerykańskiego saksofonisty jazzowego Mariona Browna, wydany w 1966 roku nakładem ESP-Disk.

## Lista utworów
Opracowano na podstawie materiału źródłowego.
Wydanie LP
Strona A
| Nr | Tytuł utworu     | Muzyka       | Długość |
| -- | ---------------- | ------------ | ------- |
| 1. | „Capricorn Moon” | Marion Brown | 22:28   |
|    |                  |              | 22:28   |

Strona B
| Nr | Tytuł utworu       | Muzyka | Długość |
| -- | ------------------ | ------ | ------- |
| 1. | „27 Cooper Square” | Brown  | 3:49    |
| 2. | „Exhibition”       | Brown  | 18:14   |
|    |                    |        | 22:03   |

Utwór dodatkowy na reedycji (2005):
| Nr | Tytuł utworu     | Muzyka       | Długość |
| -- | ---------------- | ------------ | ------- |
| 1. | „Mephistopheles” | Alan Shorter | 18:01   |
|    |                  |              | 18:01   |

## Twórcy
Opracowano na podstawie materiału źródłowego.
Muzycy:
- Marion Brown – saksofon altowy
- Bennie Maupin – saksofon tenorowy (B2)
- Alan Shorter – trąbka (A, B1, Mephistopheles)
- Reggie Johnson – kontrabas
- Ronnie Boykins – kontrabas (A)
- Rashied Ali – perkusja, instrumenty perkusyjne